# Das ist Walter
Das ist Walter (hrv. To je Walter) debitantski je studijski album rock sastava Zabranjeno pušenje objavljen 10. travnja 1984. godine u izdanju Jugotona.

## Popis pjesama
Izvor: Discogs
| 1. | »Uvod«                                  | Bojan Adamič                 |       | 1:30 |
| 2. | »Anarhija All Over Baščaršija«          | Davor Sučić, Dražen Janković | Sučić | 1:42 |
| 3. | »Abid«                                  | Sučić, Nenad Janković        | Sučić | 3:40 |
| 4. | »Put u središte rudnika Kreka Banovići« | Sučić, N. Janković           | Sučić | 2:07 |
| 5. | »Selena, vrati se, Selena«              | Sučić, N. Janković           | Sučić | 4:03 |
| 6. | »Neću da budem Švabo u dotiranom filmu« | Sučić, Mirko Srdić           | Sučić | 2:30 |

| 1. | »Šeki is on the Road Again«      | Sučić, N. Janković | Sučić              | 3:35 |
| 2. | »Kino Prvi Maj«                  | Sučić              | Sučić, D. Janković | 4:09 |
| 3. | »Pamtim to kao da je bilo danas« | Sučić              | Sučić, D. Janković | 2:07 |
| 4. | »Zenica Blues«                   | Sučić, Johnny Cash | Sučić              | 2:27 |
| 5. | »Čejeni odlaze...«               | Sučić, N. Janković | Sučić              | 4:13 |

## Izvođači i osoblje
Preneseno s omota albuma.
| Zabranjeno pušenje - Davor Sučić – ritam gitara - Mladen Mitić – bas-gitara, prateći vokal - Mustafa Čengić – električna gitara - Predrag Rakić – bubnjevi, prateći vokal - Ognjen Gajić – saksofon, flauta - Dražen Janković – orgulje, klavijature, prateći vokal - Nele Karajlić – vokal Gostujući glazbenici - Aida, Snježa i Haris – prateći vokal (skladbe A4, A5, A6, B1, B2, B4) - Benja, Yooroe, Dado i Mujo – prateći vokal (skladbe A2, A3, B5) |  | Produkcija - Mahmut "Paša" Ferović – produkcija, snimanje (Studio 17 u Sarajevu) - Silvano Bulešić – mastering (Jugoton u Zagrebu) - Radomir "Raka" Marić – izvršna produkcija - Vukašin Babović – organizacija - Milić Vukašinović – potpora - Dubravko Majnarić – glavni i odgovorni urednik (Jugoton u Zagrebu) - Siniša Škarica – glazbeni urednik (Jugoton u Zagrebu) Dizajn - Nenad Vasilijević – dizajn, fotografija - Rade Kosanović – dizajn - Nebojša Žigić – fotografija (Studio Ada u Beogradu) - Miloje Stevanić "Đakon" – fotografski poslovi |